# بون هاي مين
بون هاي مين (29 نوفمبر 1981 - 10 يوليو 2025)، والمعروف أيضًا باسم تشينويس ماران، هو ممثل كوميدي فرنسي.

## حياته
وُلِد مين في 29 نوفمبر 1981 في لورمونت، لأم كمبودية وأب صيني. انتقل والداه إلى ضواحي بوردو الفرنسية في عام 1977، بعد فرارهما من نظام الخمير الحمر. خلال سنوات مراهقته، بدأ في كتابة الرسومات وأداء العروض الكوميدية في العديد من المقاهي في بوردو، بينما كان يأخذ دروس الارتجال بالتوازي مع دراسته.
بعد انتقاله إلى باريس، بدأ التمثيل، فظهر في فيلم «De l'huile sur le feu» عام 2011، و«Comme un Chef» عام 2012. واستمر في تقديم عروض الكوميديا الارتجالية، وفي النهاية ظهر في برنامج «Jamel Comedy Club'» في عام 2014. ظهر في مهرجان مونترو للضحك في عامي 2016 و2017، وفي فيلم «Problemos» للمخرج إريك جودور.

## وفاته
توفي بون هاي مين عن ثلاثةٍ وأربعين عامًا في 10 يوليو 2025، بعد سقوطه من ارتفاع ثمانية طوابق من مبنى في الدائرة السابعة عشرة في باريس. وكان من المقرر أن يغادر إلى مونتريال وكان يحاول استعادة هاتفه الذي سقط في ميزاب على شرفته.

## وصلات خارجية
- بون هاي مين على موقع IMDb (الإنجليزية)
- بون هاي مين على موقع ألو سيني (الفرنسية)
- بون هاي مين على موقع قاعدة بيانات الفيلم (الإنجليزية)
- بون هاي مين على موقع ليتربوكسد (الإنجليزية)
- بون هاي مين على موقع ANN person (الإنجليزية)